# Ulrich Rippert
Ulrich Rippert (* 1951 in München) ist ein deutscher Politiker. Bis 2021 war er Vorsitzender der Kleinpartei Sozialistische Gleichheitspartei (SGP).

## Leben
Rippert schloss sich 1969 während seiner Berufsausbildung zum Maschinenschlosser der trotzkistischen Bewegung an. 1971 gehörte er zu den Gründungsmitgliedern des Bundes Sozialistischer Arbeiter, eines Vorläufers der SGP. 1981 spielte er eine führende Rolle bei der Betriebsbesetzung von VDM in Frankfurt am Main.
Rippert ist als Journalist für die Redaktion der World Socialist Web Site (WSWS) tätig, einer Website des Internationalen Komitees der Vierten Internationale, der auch die SGP angehört.
Er ist Vater zweier Töchter und lebt in Berlin.

## Publikationen
- Die Universitäten als ideologische Zentren des Militarismus, in: Peter Schwarz (Hrsg.), Wissenschaft oder Kriegspropaganda, Mehring Verlag Essen, 2015, S. 43ff.